# Đa La Quận vương
Đa La Quận vương (giản thể: 多罗郡王, phồn thể: 多羅郡王, tiếng Mãn: ᡩᠣᡵᠣᡳ
 ᡤᡳᠶᡡᠨ
 ᠸᠠᠩ, Möllendorff: doroi giyūn wang, Abkai: doroi giyvn wang), thường được gọi tắt là Quận vương, là tước vị cao thứ hai mà Hoàng đế nhà Thanh phong cho Tông thất hoặc Ngoại phiên (Mông Cổ, Tân Cương, Tây Tạng). Người thừa kế tước Hòa Thạc Thân vương khi thừa tập sẽ bị giáng một bậc phong làm Đa La Quận vương.